# Hôtel Élysée Palace
El Elysée Palace es un edificio, antiguo hotel para viajeros. Construido en 1898 para la Compagnie des wagons-lits por el arquitecto Georges Chedanne, fue el primero de los grandes hoteles de pasajeros construidos en los Campos Elíseos. Se encuentra entre los números 103 y el 111 y ocupa una manzana flanqueada por la rue Bassano y la rue Galilée, al fondo está la rue Vernet, es decir un área de aproximadamente 70 metros de frente por 40 metros de profundidad.

## Historia

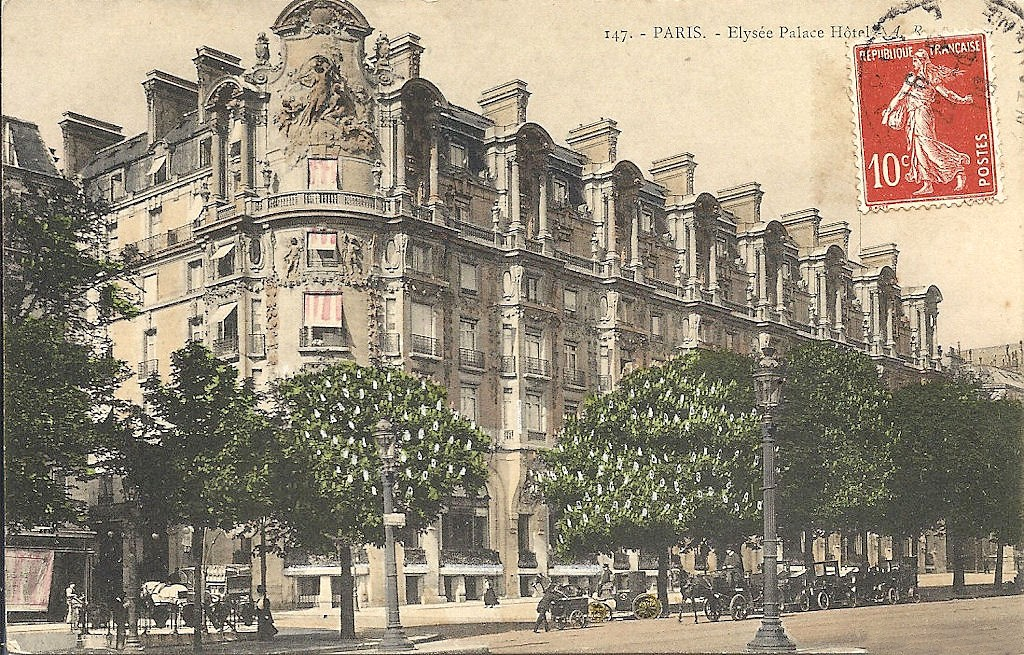
El edificio en 1909

Fue diseñado a principios de 1897 y su solicitud de permiso de construcción se publicó el 8 de marzo de 1897. Representa una de las primeras manifestaciones del Art Nouveau en la arquitectura parisina. Su construcción está programada en vista de la afluencia de visitantes para la Exposición Universal de 1900.
Sede parisina de la Compagnie des wagons-lits, fue inaugurado el 10 de mayo de 1899, en presencia de la élite mundana. Fue amueblado por Sir John Blundell Maple y renueva el diseño de los grands hotels con una nueva arquitectura interior organizada en torno a un gran salón que reenfoca la vida social hacia el interior del hotel donde muchos servicios están disponibles para los clientes. : estudio fotográfico, agencia teatral, boutiques de lujo e incluso una galería de imágenes.
En abril de 1911, el compositor y director de orquesta austríaco Gustav Mahler se alojó en este hotel a su regreso de Nueva York, muy enfermo, antes de consultar en la clínica del Doctor Défaut en Neuilly-sur-Seine y partir agonizante hacia Viena.
En 1917 la espía alemana Mata-Hari fue detenida tras un registro en la habitación número 113.
En bancarrota por las consecuencias de la Primera Guerra Mundial, cerró en 1919, y fue comprado en 1922 para convertirse en la sede de Crédit commercial de France (CCF). Más tarde se convirtió en la sede del banco HSBC France, que compró el CCF en 2000. En 2010 HSBC lo vendió y se convirtió en arrendatario
hasta febrero de 2019, en que venció, y HSBC se retiró a la avenida Kléber en 2020.
En 2020, se hablo de que la marca Dior invertiría en el edificio.

## Decoración

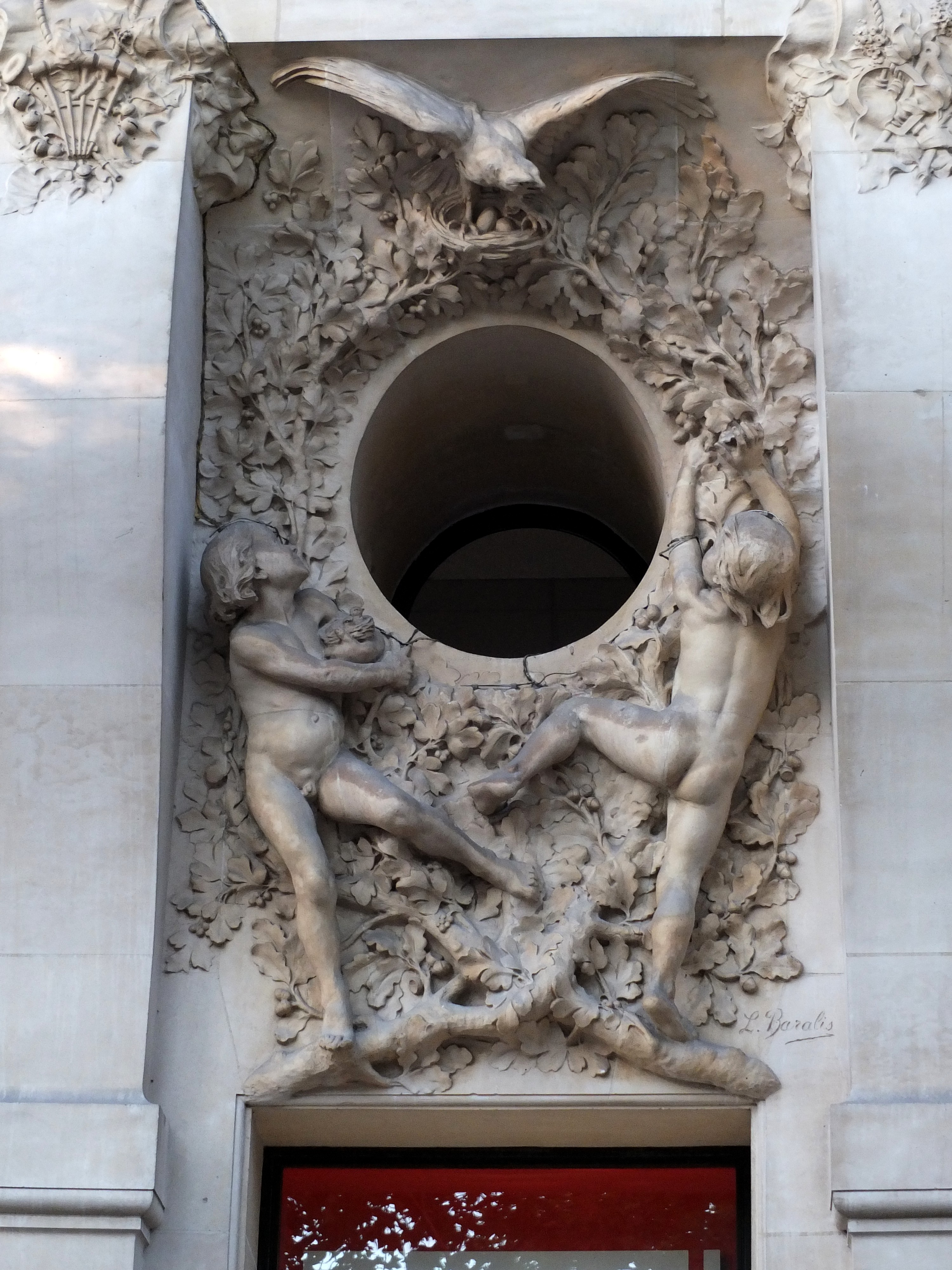
Una de las decoraciones de ventanas talladas de la fachada, aquí por Louis Baralis.

El edificio tiene una decoración esculpida típica del Art Nouveau, de inspiración naturalista y bucólica que renueva las formas artísticas. La larga fachada está marcada por ocho salientes (ventanas en arco) coronadas por una logia enmarcada por columnas. Los espacios están decorados con guirnaldas vegetales. Nótense en particular los nueve óculos sobre las ventanas de la planta baja decorados con figuras de niños o faunos esculpidas por Hippolyte Lefèbvre, Paul Gasq, Louis Baralis y François Sicard. La decoración interior fue destruida tras la compra del edificio por el Crédit commercial de France en 1919. Los techos y la fachada se clasifican como monumentos históricos en 1991.